# Lindsey Hunter
Lindsey Benson Hunter, Jr. (* 3. prosince 1970, Utica, Mississippi, USA) je americký basketbalista, který ukončil svou aktivní kariéru v roce 2010. Měří 188 cm a váží 88 kg. V současnosti působí jako poradce hráčů v Chicagu Bulls.

## Kariéra
Byl draftován v roce 1993 týmem Detroit Pistons. Hunter strávil většinu své kariéry v Detroitu. První etapa od roku 1993-2000, kdy byl vyměněn do Milwaukee Bucks. Zde zůstal rok a pak odešel do Los Angeles s kterými získal v roce 2002 titul. Po úspěšné sezoně odešel do Toronta Raptors. V srpnu 2003 ho Pistons získaly zpět. Tato výměna ovšem proběhla pouze na oko, protože byl Hunter poslán do Bostonu Celtics, ve kterém neodehrál jedinou hru. Po roce v Bostonu se znovu vrátil do Detroitu se kterým v sezóně 2003-2004 získal mistrovský titul. V Detroitu zůstal do roku 2008 kdy přešel jako volný hráč do Chicaga Bulls, ve kterém v roce 2010 ukončil aktivní kariéru.